# Prstac
Prstac (lat. Lithophaga lithophaga) je školjkaš iz porodice dagnji (lat. Mytilidae). U Hrvatskoj je poznat i pod nazivima datala, datul, datula, datulj, kamotočac, morska datula i prstić.

## Opis
Prstac je duguljasti školjkaš ovalnog valjkastog oblika, prosječne dužine oko 9 cm, može rasti i do 15 cm, simetričnih ljuštura koje su izvana kestenjaste boje i prošarane elipsastim krivuljama koje poput godova označavaju godine prstaca. Prosječna težina prstaca je oko 2 dekagrama, a može težiti i do 10 dkg. Nastanjuje litice i samostalna kamenja u kojima izlučivanjem kiseline buši rupu prikladnu svojoj veličini. Još kao larva prstac prijanja za stijenu i započinje s njenim bušenjem, a rastom prstaca raste i šupljina koju nastanjuje. Živi u kolonijama u kojima može biti do 300 jedinki po metru kvadratnom.

## Rasprostranjenost
Prstaci su rasprostranjeni diljem sjeveroistočnog dijela Atlantika, u cijelom Sredozemlju uključujući Jadransko more te u Crvenom moru.

## Gospodarska vrijednost
Prstaci se smatraju izuzetnom delikatesom, ali je njihov izlov od 1995. godine najstrože zabranjen u cijelom priobalnom području Hrvatske. Izlov prstaca, uz neophodno razbijanje samostalnih stijena i čitavih litica, dovodi do potpunog uništenja cijelih podmorskih staništa za čiju su obnovu ponekad potrebna i desetljeća. Zbog toga su prema Zakonu o morskom ribarstvu u Hrvatskoj predviđene visoke novčane kazne koje se kreću od 5 000 do 15 000 kuna za fizičku osobu, za obrtnike od 10 000 do 150 000 kuna, za odgovornu osobu u poduzeću i u gospodarskom ribolovu od 10 000 do 30 000 kuna te za tvrtke od 20 000 do 300 000 kuna. Za međudržavni šverc prstaca, kojim se izbjegavanjem carinskog nadzora krši kazneni zakon, predviđena je kazna zatvora od šest mjeseci do pet godina, a ako je riječ o organiziranoj grupi kazne mogu biti od jedne do osam godina zatvora. Osim Hrvatske izlov prstaca je zabranjen i u nekim drugim zemljama poput Italije, Slovenije, Francuske, Grčke, Crne Gore, a odnedavno i Albanije.

## Vanjske poveznice
- World register of marine species (eng.)